# Прошова (станція)
Прошо́ва — проміжна залізнична станція Тернопільської дирекції Львівської залізниці на неелектрифікованій лінії Тернопіль — Біла-Чортківська між станціями Березовиця-Острів (11 км) та Микулинці-Струсів (8 км). Розташована в однойменному селі Тернопільського району Тернопільської області.

## Пасажирське сполучення
На станції Прошова щоденно зупиняються приміські поїзди сполученням Тернопіль — Чортків.